# L'Empordà (cançó)
|  | Per a altres significats vegeu L'Empordà. |

«L'Empordà» és una cançó de rock català composta per Josep Thió i lletrada per Jaume Rufí, que va ser popularitzada pel grup Sopa de Cabra amb Gerard Quintana com a cantant. Va ser publicada per primer cop l'any 1989 dins del primer disc del grup gironí, "Sopa de Cabra", malgrat que havia estat registrada prèviament en la seva maqueta Sopa de Cabra... l'any anterior. El seu primer disc "Sopa de Cabra" que incloïa per primer cop l'Empordà va vendre un total de 40.000 còpies. Amb el pas del temps, s'ha convertit en la cançó més emblemàtica del grup i en una de les més reeixides de la música en català en general.
La lletra de la cançó té com a protagonista en Siset i l'espai on se'n desenvolupa la història és la comarca històrica nord-gironina, l'Empordà. Jaume Rufí va reprendre el personatge d'en Siset de la cançó de "L'Estaca" de Lluís Llach com a protagonista de la cançó.
Malgrat que es va popularitzar amb els Sopa de Cabra, Thió l'havia escrita el 1983 per al seu grup d'institut, els Copacabana. La melodia de l'Empordà està inspirada en la cançó I'm going down de Bruce Springsteen. Gerard Quintana es va presentar al càsting de cantant del grup Sopa de Cabra escollint aquella mateixa cançó.
A banda de L'Empordà, Sopa de Cabra va viure d'altres èxits amb cançons com Camins, El boig de la ciutat, El far del sud o Seguirem Somiant. L'Empordà ha estat versionada en diverses ocasions, tot i que hi destaca la versió de Sabor de Gràcia i altres col·laboradors per al disc Podré Tornar Enrere. El Tribut a Sopa de Cabra del 2006 que coincidia amb el cinquè aniversari de la dissolució del grup.